# Stephanotis
Stephanotis es un género de plantas fanerógamas de la familia Apocynaceae. Contiene 21 especies descritas y de estas, solo 7 aceptadas. Es originario de Madagascar. 

## Descripción
Son lianas, glabras; con el látex incoloro. Las hojas carnosas, ovadas a elípticas, basalmente cordadas, el ápice agudo a acuminado, glabras.
Las inflorescencias son extra-axilares, solitarias, con pocas flores,  poco pedunculadas, los pedúnculos más cortos que los pedicelos, glabros. Las flores están intensa y dulcemente  perfumadas.

## Taxonomía
El género  fue descrito por Louis Marie Aubert Du Petit-Thouars y publicado en Catalogus van eenige der Merkwaardigste Zoo 12. 1823. La especie tipo es: Stephanotis thouarsii Brongn.	

## Especies aceptadas
A continuación se brinda un listado de las especies del género Stephanotis aceptadas hasta octubre de 2013, ordenadas alfabéticamente. Para cada una se indica el nombre binomial seguido del autor, abreviado según las convenciones y usos. 
- Stephanotis acuminata Brongn.
- Stephanotis floribunda Brongn.
- Stephanotis grandiflora Decne.
- Stephanotis longiflora (A. Rich.) M. Gomez
- Stephanotis suaveolens (Blume) Benth. & Hook. f. ex K. Schum.
- Stephanotis thouarsii Brongn.
- Stephanotis vincaeflora (Griseb.) M. Gomez